# Matúš Dula
Matúš Dula (28. června 1846 Blatnica – 13. června 1926 Ružomberok) byl slovenský a československý politik, předseda Slovenské národní strany, předseda Slovenské národní rady meziválečný poslanec Revolučního národního shromáždění a senátor Národního shromáždění ČSR za Československou národní demokracii.

## Biografie

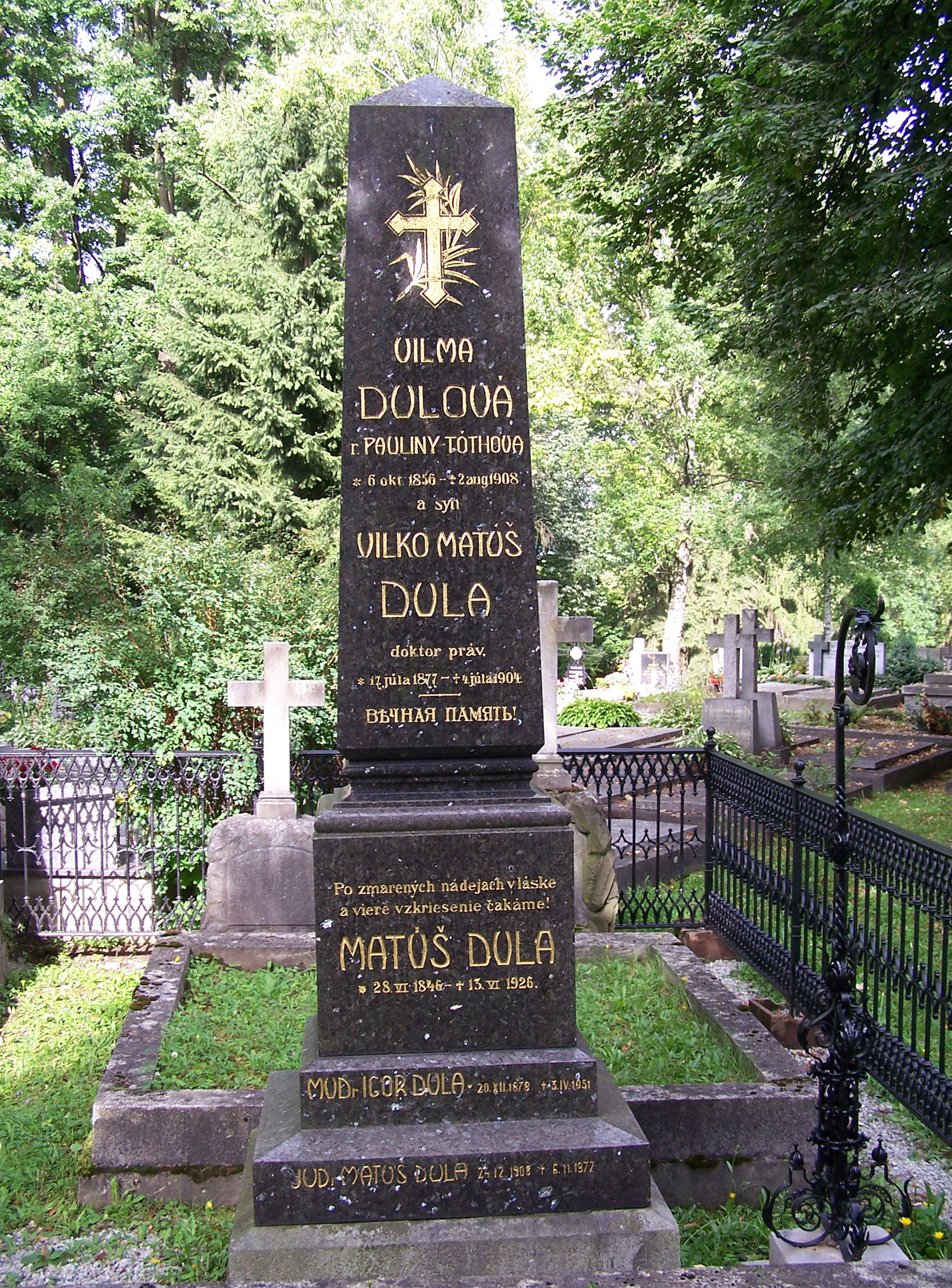
Dulův hrob na Národním hřbitově v Martině

Podílel se na založení Matice slovenské roku 1863. Spoluzakládal Slovenskou národní stranu a po víc než čtyřicet let patřil mezi její předáky. Působil jako advokát a zastupoval slovenské národovce v politických kauzách. Roku 1885 spoluzakládal a zasedal ve vedení finančního ústavu Tatra banka. O rok později založil také Knihkupecko–nakladatelský spolek. Roku 1887 se angažoval při vzniku Národního domu, Martinské spořitelny a dalších institucí v Turčianském Sv. Martině. Navazoval styky s českou politickou reprezentací. V roce 1898 vedl slovenskou delegaci na oslavy 100. výročí narození Františka Palackého, účastnil se i takzvaných luhačovických porad mezi Čechy a Slováky.
Jeho tchánem byl Viliam Pauliny-Tóth. Vzal si za manželku jeho dceru Vilmu.
V roce 1914 se stal předsedou Slovenské národní strany a téhož roku vyzval k sjednocení všech slovenských politických proudů do jedné střechové organizace. Tuto myšlenku zpočátku odmítl sociální demokrat Emanuel Lehocký i národovecký Milan Ivanka stejně jako představitelé Slovenské ľudové strany. Přesto se v květnu 1914 uskutečnila koordinační schůzka všech hlavních politických táborů Slováků a vznikla Slovenská národní rada. Během války se politický vývoj mezi Slováky zpočátku zastavil, ale koncem války se pak utvořila nová Slovenská národní rada, jejímž předsedou byl Dula. V roce 1917 na Dulu tlačil uherský předseda vlády István Tisza, aby jménem SNR vydal prohlášení proti spojení Slováků a Čechů a ve prospěch integrity historických Uher. Dula to odmítl s poukazem na zákaz politické činnosti po dobu války. SNR 30. října 1918 přijala pod jeho předsednictvím Martinskou deklaraci, kterou se Slováci přihlásili ke společnému státu s Čechy. Dula se podílel na organizování politického života na Slovensku v posledních měsících monarchie.
Když ovšem krátce po vyhlášení samostatného Československa, provedla uherská (maďarská) armáda zátah na Slovensko, byl Dula dočasně počátkem listopadu 1918 internován. Propuštěn byl až poté, co za něj intervenoval maďarský předseda vlády Mihály Károlyi.
Po roce 1918 zasedal v československém Revolučním národním shromáždění. Byl profesí uváděn jako správce banky. V Revolučním národním shromáždění vedl od 11. července 1919 poslanecký klub slovenské delegace a z titulu této funkce byl i jedním z místopředsedů parlamentu.
Pak zastával post senátora. V parlamentních volbách roku 1920 kandidoval sice za Slovenskou národní a rolnickou stranu (SNaRS), která se během 20. let propojila s Republikánskou stranou zemědělského a malorolnického lidu (agrárníci), ale Dula v senátu zasedl v klubu Československé národní demokracie, která se během první republiky snažila vytvořit celostátní alianci s historickou Slovenskou národní stranou. Počátkem 20. let měl blízko k radikálně nacionalistickým formacím jakou byl Klub červenobílých předznamenávající fašismus. Dula podepsal roku 1922 výzvu tohoto klubu k veřejnosti. V letech 1919-1926 byl předsedou Matice slovenské.
Zemřel v červnu 1926 v Ružomberku v bytě svého zetě Petra Makovického. V posledních třech letech života trpěl zhoršující se nemocí. Je pohřben na Národním hřbitově v Martině.